# Трансграничное банкротство
Трансграничное банкротство (англ. — transnational insolvency; нем. — die transnationale Insolvenz) — это банкротство, осложненное иностранным элементом. Иностранный элемент может заключаться в том, что имеются, например, иностранный(е) кредитор(ы), иностранный(е) должник(и); имущество должника, на которое обращается взыскание, находится в нескольких государствах; права требования возникли в иностранном(ых) государстве(ах) и т. п.
В развитых зарубежных странах отсутствует единство взглядов по вопросу об отнесении трансграничного банкротства к конкретной отрасли права. В Германии, Англии и Франции, например, считается, что это сфера международного частного права, в Нидерландах же — нет. В российском курсе МЧП данные вопросы подробно рассматривает Л. П. Ануфриева и некоторые другие авторы (В. В. Степанов, С. С. Трушников).
По мнению Л. П. Ануфриевой, трансграничное банкротство — это особая сфера, обладающая как материально-правовыми, так и процессуальными чертами, что делает её сферой регулирования sui generis.
Сложность трансграничного банкротства заключается в том, что у каждого государства существуют свои национальные нормы, регулирующие вопросы банкротства. Например, различные правовые системы по-разному относятся к защите интересов кредиторов, определению прав управляющих и в целом к задачам правового регулирования общественных отношений, возникающих в рамках банкротств. Так, в Англии, по сравнению с другими странами, в большей степени защищены кредиторы; американская модель менее либеральна к кредиторам и сочетает защиту интересов должника с санационными целями; во Франции же главная задача — оздоровление предприятий, хотя бы и в ущерб кредиторам.
В трансграничном банкротстве можно выделить два основных принципа, следование которым соответственно делит все государства на две системы: использующие либо принцип «универсальности» (Англия, Франция, Германия), либо принцип «территориальности»(Голландия). Однако ни одна из этих систем не применяется на практике в чистом виде (чаще используется ограниченный или измененный универсализм или территориальность).
Принцип «универсальности» состоит в том, что если имеет место трансграничное банкротство, возбуждение банкротства в одной стране будет иметь юридическое действие в любой иной стране, следующей принципу «универсальности».
Система, построенная на «территориальном» принципе, исходя из его наименования, ставит во главу угла ограниченность действия процедур банкротства, возбужденных в одном государстве, пределами его территории.
Важным вопросом является регулирование трансграничного банкротства. На настоящий момент не существует общего универсального международного акта, регулирующего вопросы трансграничного банкротства. Однако действуют несколько региональных конвенций, а также национальное законодательство того или иного государства.
К источникам правового регулирования трансграничного банкротства в Европейском союзе относятся
Регламент ЕС «О процедурах несостоятельности» № 1346/2000 и национальное законодательство стран-участниц Европейского Союза.
К источникам правового регулирования трансграничного банкротства в СНГ относятся: Минская Конвенция о правовой помощи и правоотношениях по гражданским, семейным и уголовным делам; Соглашение о порядке разрешения споров, связанных с осуществлением хозяйственной деятельности; Соглашение о порядке взаимного исполнения решений арбитражных, хозяйственных и экономических судов на территориях государств—участников Содружества; Модельный закон СНГ о несостоятельности; национальное законодательство стран СНГ (например, в России — ФЗ о несостоятельности, подготовлен проект закона о трансграничной несостоятельности).
К иным источникам следует отнести: Европейская конвенция о некоторых международных аспектах банкротства; Кодекс международного частного права; Скандинавская конвенция по вопросам банкротства; Договор о международном коммерческом праве; Договор по вопросам международного коммерческого права; Договор о международном процессуальном праве; Конвенция УНИДРУА; двусторонние договоры о правовой помощи.
Среди рекомендательных актов можно выделить следующие: Типовой закон о трансграничной несостоятельности; Руководство для законодательных органов по вопросам законодательства о несостоятельности; Практическое руководство ЮНСИТРАЛ; Унифицированный акт ОХАДА «Об организации коллективных процедур ликвидации» ; Принципы сотрудничества по делам о банкротстве между странами НАФТА